# Psychological Warfare Branch
Il Psychological Warfare Branch (traducibile come "Divisione per la guerra psicologica") fu un organismo del governo militare anglo-americano, incaricato di controllare e supervisionare i mezzi di comunicazione di massa italiani: stampa, radio e cinema, sottraendoli, progressivamente alla liberazione dei territori, al rigidissimo controllo di censura e propaganda attuato fino ad allora dal regime fascista. Successivamente i suoi compiti furono estesi anche alle altre aree interessate dall'avanzata alleata in Europa. Altro compito era quello di scoraggiare le forze nemiche attraverso la propaganda di messaggi e altri strumenti atti a tal fine e di sostenere le azioni delle forze alleate e della resistenza. Assegnato alle dirette dipendenze del Comando generale delle Forze alleate (Allied Forces Headquarters, AFHQ), in Italia fu attivo nel periodo tra il 10 luglio 1943 (sbarco alleato in Sicilia) e il 31 dicembre 1945 (termine dell'amministrazione alleata negli ultimi territori italiani). 
Si relazionò con il CLN (anche se non sempre in perfetto accordo) e con le nuove e nascenti istituzioni italiane, funzioni che in quell'emergenza furono spesso assolte dallo stesso CLN. Vi collaborarono storici, professori universitari, romanzieri, scrittori, produttori e giornalisti anche italiani o comunque di preferenza di origine italiana. Fecero parte del PWB ufficiali, sia britannici che americani, per la maggior parte di orientamento liberal sull’esperienza del “new deal” e che in precedenza avevano già lavorato in Italia.
 Nel dopoguerra alcuni furono accusati di essere comunisti e altri di dipendere dall'Office of Strategic Services (OSS), il servizio di spionaggio militare USA. Erano chiamati i “warrior psychological”.

L'AFHQ (d'ora in poi "Comando alleato") entrò in funzione con lo sbarco degli Alleati in Sicilia, in stretto coordinamento con l'Amministrazione militare alleata dei territori occupati.

## Doppia conduzione
Fecero parte del Psychological Warfare Branch (PWB) ufficiali provenienti dall'Office War Information (OWI) americano e del Political Warfare Executive (PWE) britannico, due strutture nate entrambe allo scoppio del conflitto mondiale. Il PWB entrò in funzione alcuni giorni prima dello sbarco alleato in Sicilia. Sin dai giorni immediatamente precedenti lo sbarco iniziò ad assumere giornalisti inglesi e statunitensi, con preferenza per coloro che avevano già lavorato in Italia prima della guerra o che erano di origine italiana. Uno di essi, Ugo Stille (col suo vero nome di Michail Kamenesky), costretto a fuggire dall'Italia negli Stati Uniti a causa delle leggi razziali del 1938, diventò direttore del Servizio Informazioni delle Forze Alleate. Il capo del PWB in Italia fu il tenente colonnello Ian Munro, già capo ufficio stampa dell'ambasciata britannica a Roma.

## Funzioni
Le basi legislative del suo funzionamento sono contenute nei termini dell' «Armistizio lungo» sottoscritto dal comando alleato e dal governo italiano dopo la resa incondizionata, entrato in vigore dopo il 29 settembre 1943. Essi prevedevano espressamente anche il ripristino delle più elementari libertà di pensiero ed espressione proibite dal regime, e la sottrazione dei mezzi di informazione e diffusione al controllo, propaganda e censura tenuti fino ad allora dal regime fascista, passando in mani alleate:
- Il controllo da parte alleata degli impianti radio, comunicazione e ricetrasmissione. Anche gli organi di informazione sarebbero stati sotto il controllo e soggetti all'autorizzazione del Comando alleato. Contemporaneamente le leggi fasciste cessavano di avere efficacia (art. 16).[10][12][13]
- la chiusura di tutti i giornali compromessi con la Repubblica Sociale Italiana: gli stabilimenti sarebbero stati sequestrati in attesa della chiusura o del cambio di nome e linea editoriale.[12]
- Il ripristino dei diritti e delle libertà personali e di espressione con la soppressione della diffusione dell'ideologia e dell'insegnamento fascista e lo scioglimento delle sue istituzioni e organizzazioni soprattutto militari, paramilitari, di spionaggio e propaganda e l'abolizione di tutte le leggi italiane che implicavano discriminazioni di razza, colore, fede od opinione politica e l’eliminazione di qualsiasi impedimento o proibizione risultante da esse, e la scarcerazione di chiunque fosse stato privato della liberà o di questi diritti a causa di tali leggi (art. 30 e 31).[14][15]

Il Comando alleato si riservò il controllo di tutti gli elementi necessari alla realizzazione di tali finalità, compresi quelli sull'editoria: dalla carta alle tipografie, dall'approvvigionamento delle notizie alla loro circolazione. Una delle prime decisioni presa dall'organismo alleato fu il contingentamento della carta, sia come forma di controllo sulla stampa che per una equa distribuzione della carta, tenendo conto della scarsità di provvista. Si stabilì che tutti i quotidiani avrebbero avuto lo stesso quantitativo di carta, utile per stampare fino a un massimo di 15.000 copie. Furono autorizzati a pubblicare quotidiani soltanto i sei partiti del CLN, con una sola testata per partito, cui si affiancò un giornale pubblicato dal PWB.

All'indomani della liberazione di Roma, 5 giugno 1944, il PWB si insediò all'interno del decaduto Ministero della cultura popolare (Minculpop).

Ogni volta che una nuova città veniva liberata, con la conseguente cacciata delle forze nazifasciste, il PWB assumeva la gestione degli organi di stampa locali per conto del governo alleato militare in Italia. In ogni giornale un funzionario del PWB, ufficiale dell'esercito, aveva la responsabilità dei contenuti. Il responsabile della correttezza delle notizie su tutto il territorio italiano fu il capitano Orville Anderson.

## Controllo sulle notizie
Il PWB ebbe le funzioni di controllo e supervisione sulla distribuzione delle notizie (e perciò della propaganda e della censura), soprattutto in funzione di eliminare i contenuti e i toni della propaganda filofascista, radicata e obbligata fino ad allora su ogni pubblicazione edita in Italia e ora proibita dagli art. 30 e 31 dell'armistizio. L'organismo alleato si riservò il compito di elaborare e distribuire un notiziario generale e svolse i compiti di un'agenzia di stampa con la sigla UNNS («United Nations News Service»), nota anche, in italiano, come NNU («Notizie Nazioni Unite»). Era l'unica agenzia stampa autorizzata nei territori italiani progressivamente interessati dall'avanzata alleata, in sostituzione dell'esautorata Agenzia Stefani, collusa e responsabile della propaganda prima del regime fascista durante la gestione Morgagni, poi nazionalizzata e organo stampa monopolista anche della Repubblica Sociale Italiana e il cui ultimo direttore, Ernesto Daquanno, verrà fucilato a Dongo insieme ai gerarchi che accompagnavano Benito Mussolini. La NNU fra il gennaio e il marzo 1945 fu progressivamente sostituita dalla nascita dell'ANSA, promossa anch'essa dal PWB sul modello della libertà di stampa statunitense: per evitare che le agenzie di stampa private e indipendenti potessero finire sotto il controllo politico o governativo o lobbistico, il PWB, per principale iniziativa del direttore della NNU Renato Mieli (inquadrato nel PWB come "colonnello Merryl", per proteggerne l'origine ebraica nel suo rientro in Italia) con l'appoggio di Giuseppe Liverani ( Il Popolo),  Primo Parrini (Avanti!) e Amerigo Terenzi (L'Unità), ottenne dal capo del governo militare alleato in Italia, Ellery W. Stone, la creazione di un'agenzia stampa indipendente, di proprietà dei giornali e da essi gestita in forma di cooperativa. Il primo direttore ANSA fu Edgardo Longoni

## Autorizzazioni ai giornali
Creato alla fine del 1943, questo organismo comprendeva rappresentanti dell’Allied Control Commission, del Governo militare alleato (AMG), del PWB e della censura militare alleata. Ad esso fu demandato il compito accordare o negare il permesso di pubblicazione a giornali e riviste e di controllare la distribuzione delle notizie in Italia. Il PWB mantenne il controllo della distribuzione della carta da stampa. I funzionari dell'APB erano in contatto giornaliero con le istituzioni italiane, anche se il lavoro esecutivo era svolto dai funzionari del Governo militare alleato. Una volta ricostituita la redazione di un giornale, sotto il controllo del PWB, l'APB ne autorizzava il ritorno in edicola. L'APB centrale ebbe sede, come il PWB, negli ex locali del Ministero della cultura popolare.

Al momento della firma dell'armistizio il PWB proibì in funzione antifascista qualsiasi pubblicazione o trasmissione che non fosse di sua diretta emanazione e rilasciò gradualmente le autorizzazioni per giornali ed emittenti radiofoniche. Alla stampa fu chiesto di dare un chiaro segnale di rottura col passato e così tutti i giornali preesistenti uscirono con una nuova testata. Ufficialmente tale decisione fu presa di concerto tra gli Alleati e il CLN. Secondo Andrea Bianchi, la decisione invece fu il frutto del compromesso dato il disaccordo fra Comando alleato e CLN.
Il Press Plan for Northern Italy (gennaio 1945)  manifestò l'intento degli Alleati di ripristinare le grandi testate d'informazione nazionali, sia pure dopo l'epurazione del personale, ciò in netta contrapposizione con l'indirizzo del CLN.
| Testata              | Sede    | Cessa il       | Nuova testata                | Esce il         |
| -------------------- | ------- | -------------- | ---------------------------- | --------------- |
| Giornale di Sicilia  | Palermo | 24 luglio 1943 | [non cambia]                 | giugno 1944     |
| Il Mattino           | Napoli  | 3 ottobre 1943 | [non cambia]                 | 9 aprile 1950   |
| Il Giornale d'Italia | Roma    | 7 giugno 1944  | «Il nuovo Giornale d'Italia» | 9 aprile 1946   |
| La Tribuna           | Roma    | 7 giugno 1944  | «La Tribuna del Popolo»      | 6 febbraio 1945 |
| Il Messaggero        | Roma    | 9 giugno 1944  | «Il Messaggero di Roma»      | 21 aprile 1946  |
| Il Telegrafo         | Livorno | agosto 1944    | «Il Tirreno»                 | 28 gennaio 1945 |
| La Nazione           | Firenze | 11 agosto 1944 | «La Nazione Italiana»        | 27 marzo 1947   |
| Il Resto del Carlino | Bologna | 20 aprile 1945 | «Corriere dell'Emilia»       | 2 maggio 1945   |
| Il Secolo XIX        | Genova  | 23 aprile 1945 | «Il Secolo XIX Nuovo»        | 9 giugno 1946   |
| Corriere della Sera  | Milano  | 25 aprile 1945 | «Corriere d'Informazione»    | 22 maggio 1945  |
| Gazzetta del Popolo  | Torino  | 26 aprile 1945 | «Gazzetta d'Italia»          | 24 luglio 1945  |
| La Stampa            | Torino  | 26 aprile 1945 | «La Nuova Stampa»            | 21 luglio 1945  |
| Il Gazzettino        | Venezia | 27 aprile 1945 | «Corriere di Venezia»        | 17 luglio 1945  |
| Il Piccolo           | Trieste | 29 aprile 1945 | «Giornale alleato»           | giugno 1945     |

L'unico quotidiano a non venire sospeso fu La Gazzetta del Mezzogiorno di Bari.
Il PWB pubblicava giornali propri e autorizzava giornali promossi dal CLN, di partito o diocesani. Ripresero la scrittura e pubblicazione di articoli, libri e altre produzioni letterarie gli scrittori, giornalisti, drammaturghi e esponenti politici la cui opera era stata proibita, interdetta o costretta alla clandestinità dalla censura e abolizione della libertà di stampa durante gli anni del fascismo. Nello stesso periodo tornarono ad uscire i quotidiani politici soppressi dal regime tra il 1925 e il 1926. Fra essi: Avanti!, il Popolo, l'Unità e La Voce Repubblicana, che erano inizialmente riapparsi in clandestinità.
Formalmente l'editore dei quotidiani nella fase post-Liberazione era il CLN, ma, in attesa del solido ripristino delle autorità civili e della fine delle attività belliche,  ogni giornale era soggetto al controllo del PWB prima di tornare in edicola. Con la fine delle funzioni del PWB (tra settembre e dicembre 1945), il controllo sui giornali ritornò ai Prefetti, a mano a mano che ogni Provincia riassumeva i poteri amministrativi.
Tra le testate indipendenti create dal PWB:
- a Palermo: Sicilia liberata, uscito tra il 6 agosto 1943 e il giugno 1944[34];
- a Messina: Notiziario di Messina, uscito il 23 ottobre 1943;
- a Napoli: Il Risorgimento, uscito il 4 ottobre 1943. Nacque dalla fusione delle tre testate cittadine: Il Mattino, il Roma ed il Corriere di Napoli, sospesi dagli anglo-americani. Quotidiano indipendente dal 1945;
- a Roma: Corriere di Roma, uscito dal 6 giugno 1944 al 19 gennaio 1945[35]. L'unico giornale ad ottenere l'autorizzazione senza essere né un quotidiano di partito né una testata creata dal PWB fu Il Tempo, uscito il 5 giugno 1944;
- a Firenze: Corriere di Firenze dal 23 agosto 1944, poi Corriere del Mattino (25 ottobre).  Fu ceduto al Comune di Firenze, che subentrò il 12 febbraio 1945, modificando successivamente la testata ne Il Nuovo Corriere (20 giugno). Ebbe vita fino al 7 agosto 1956;
- a Bologna: Corriere dell'Emilia, esce il 2 maggio 1945, il 6 giugno diventa «Quotidiano indipendente della Valle Padana»; esce fino al 16 luglio 1945 (raccolta digitalizzata);
- a Milano: il Giornale lombardo, dal 2 maggio 1945[36];
- a Torino: il Corriere del Piemonte, dal maggio al 15 luglio 1945;
- a Genova: Il Corriere Ligure, dal 3 maggio al 15 luglio 1945;

## Autorizzazioni alle radio

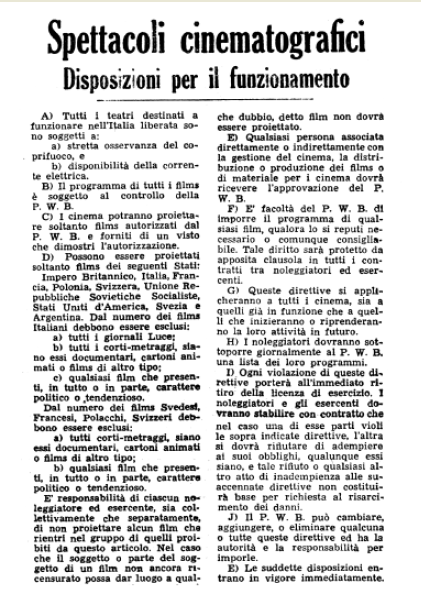
Cinema: disposizioni del Psychological Warfare Branch emanate nell'Italia liberata (1944).

Le condizioni in vigore dal 29 settembre 1943 («Armistizio lungo») imposero il controllo delle radiocomunicazioni da parte del Comando alleato. L'art. 16 recita: «Nessun impianto di radio o di comunicazione a lunga distanza od altri mezzi di intercomunicazione a terra o galleggianti, sotto controllo italiano, sia che appartenga all'Italia od altra Nazione non facente parte delle Nazioni Unite, potrà trasmettere finché disposizioni per il controllo di questi impianti non saranno state impartite dal Comandante Supremo delle Forze Alleate». Ciò sia per ragioni belliche e strategiche che richiedono il controllo delle fonti di comunicazione e ricetrasmissione, sia per il definitivo cambio di linea editoriale, militare e politica dettato dal crollo del regime fascista e la proibizione della promozione della sua ideologia (art. 30 e 31). Le radio, sull'esempio di Radio Londra, vennero anche usate per lanciare messaggi in codice, parole d'ordine e altre comunicazioni ai combattenti delle zone ancora in conflitto o sotto occupazione nazifascista.

Tra le radio regionali attivate dal PWB:
- Radio Palermo (Sicilia e Calabria), dal 6 agosto 1943;
- Radio Bari (Puglia e Basilicata), dal settembre 1943[39];
- Radio Sardegna, di Bortigali (Nuoro), dal settembre 1943[40];
- Radio Roma (Centro Italia), dal 4 giugno 1944, cui affluiscono molti giornalisti e tecnici riparati al Sud dopo l'8 settembre '43.

Fra i principali conduttori e collaboratori di queste radio si ricordano: Arnoldo Foà, Ubaldo Lay, Pio Ambrogetti,, Antonio Piccone StellaAlba de Céspedes, Anton Giulio Majano.
Dal 1º marzo 1945 il radiogiornale delle regioni centro-meridionali passò dalla gestione del PWB alla gestione di Radio Audizioni Italiane.

## Cinema
Il PWB ebbe il compito di controllare la produzione, distribuzione e proiezione cinematografica in Italia e di rilasciare i visti di censura. Il responsabile era il produttore cinematografico italoamericano Pilade Levi, di origini torinesi. Ciò comunque non provocò il fermo della produzione cinematografica, pur bloccando la distribuzione dei film di propaganda fascista e/o a sfondo razzista, fra cui "Harlem" di Carmine Gallone, anzi il PWB, pur sempre in funzione antifascista e propagandistica, produsse e finanziò i primi lavori del neorealismo italiano fra cui "Giorni di gloria" di Luchino Visconti e Giuseppe De Santis,, autorizzando "Roma città aperta" di Roberto Rossellini, oltre a film-documentario realizzati da John Huston (The battle of San Pietro), Eric Ambler, Alexander Mackendrick. Il PWB provvide anche al ripristino, per quanto possibile, delle attrezzature e dei macchinari delle sale cinematografiche, dei teatri di posa e del personale di ripresa, e mise a disposizione i propri mezzi per la distribuzione e consegna delle pizze di proiezione alle sale cinematografiche.

## Dopo il 1º gennaio 1946
Nel gennaio 1946 il Governo militare anglo-americano cedette i poteri al governo di Roma, che riacquistò così la sua piena sovranità e il PWB cessò le sue attività in Italia.
Anche le testate create dal PWB terminarono le pubblicazioni; le testate giornalistiche «storiche» ritornarono al pieno controllo editoriale delle loro redazioni e proprietà e quasi tutte entro un anno ai nomi originali.